# Mimosa kuhlmannii
Mimosa kuhlmannii är en ärtväxtart som beskrevs av Frederico Carlos Hoehne. Mimosa kuhlmannii ingår i släktet mimosor, och familjen ärtväxter. IUCN kategoriserar arten globalt som otillräckligt studerad. Inga underarter finns listade i Catalogue of Life.